# Werner Buggisch
Werner Buggisch (* 2. Dezember 1943 in Bensheim; † 6. April 2019) war ein deutscher Geologe und Polarforscher.

## Leben und Werk
Buggisch wurde im Stadtteil Auerbach von Bensheim geboren. Er studierte ab 1963 Geologie an den Universitäten Darmstadt und Gießen mit dem Diplomabschluss 1968 und der Promotion über den Kellwasserkalk (devonische Kalksteine, die nach dem Kellwassertal im Harz benannt sind) in Darmstadt 1971. 1978 habilitierte er sich in Darmstadt und 1982 wurde er Professor an der Universität Erlangen-Nürnberg (Geozentrum Nordbayern), wo er 2009 emeritiert wurde. 1998 bis 2004 war er dort Koordinator des DFG-Schwerpunktprogramms Evolution des Systems Erde im Spiegel der Sedimentgeologie.
Er befasste sich unter anderem mit Geologie in der Arktis (Spitzbergen, Grönland, Kanada) und Antarktis. Er nahm 1979 bis 1995 an vier Antarktisexpeditionen und 1998 bis 2009 an sechs Arktisexpeditionen teil.  Er forschte aber auch auf allen Kontinenten, insbesondere im Rheinischen Schiefergebirge, den Südalpen (wie Gröden-Formation) und Südamerika. Ein Schwerpunkt sind isotopengeochemische Arbeiten über Paläoklimatologie im Paläozoikum. Er wies damit unter anderem eiszeitliche Meeresspiegelschwankungen im Oberkarbon nach.
In der Shackleton Range der Antarktis wies er mit Georg Kleinschmidt bei tektonischen Untersuchungen einen Deckenaufbau nach, der seine Fortsetzung in Afrika findet und auf eine Kollision der Antarktis mit Afrika im Kambrium zurückgeht.
Er befasste sich auch mit Illitkristallinität (Hinweise auf die Versenkungstiefe von Sedimentgesteinen aus Änderungen im Illit-Kristallgitter).
Schon in seiner Dissertation befasste er sich mit dem Kellwasser-Ereignis aus dem oberen Devon, einer Zeit des Massenaussterbens aufgrund fallenden Meeresspiegels während einer Abkühlungsphase.
Hinsichtlich des Klimawandels, den er nicht bestritt, war Buggisch der Meinung, „die Sonnenfleckenzyklen, also ein extraterrestrisches Phänomen“ in erster Linie dafür verantwortlich seien; den menschlich bedingten Kohlendioxidausstoß betrachtete nur als ein sekundäres Phänomen.
2011 erhielt er die Hans-Stille-Medaille. Zudem ist er Namensgeber für den Buggisch Peak, einen Berg in der Antarktis.
Neben wissenschaftlichen Veröffentlichungen schrieb er auch Sachbücher in erster Linie für Jugendliche im Tessloff Verlag, teilweise mit seinem Sohn Christian Buggisch. Die Bücher wurden in viele Sprachen übersetzt.

## Schriften
- Herausgeber Evolution of the system earth in the late palaeozoic: clues from sedimentary geochemistry, Elsevier, 2006.
- mit O. Walliser Erdgeschichte als Klimageschichte, in M.  Huch, G. Warnecke, K. Germann (Herausgeber) Klimazeugnisse der Erdgeschichte – Perspektiven für die Zukunft, Springer Verlag 2001, S. 17 bis 49.
- mit Heinz-Dieter Nesbor Vulkanismus im Devon des Rhenoherzynikums, Fazielle und paläogeographische Entwicklung vulkanisch geprägter mariner Becken am Beispiel des Lahn-Dill-Gebietes, Hessisches Landesamt für Bodenforschung, 1993.
- Zur Geologie und Geochemie der Kellwasserkalke und ihrer begleitenden Sedimente (Unteres Oberdevon), Abhandlungen des Hessischen Landesamts für Bodenforschung, Band 62, 1972.

Bücher für Jugendliche:
- mit Christian Buggisch: Klima, Reihe Was ist Was, Tessloff Verlag, 2008.
- mit Christian Buggisch: Fossilien, Reihe Was ist Was, Tessloff Verlag, 2010.
- mit Christian Buggisch: Mineralien und Gesteine, Reihe Was ist Was, Tessloff Verlag, 2010.